# Lågskär
Lågskär (svéd nyelven: Alsó-szirt Låg-alsó, skär- szirt) egy kis sziget az  Åland-szigeteknél, Finnországban. Mariehamntól mintegy 24 kilométernyire délre fekszik a Balti-tengerhez tartozó Åland-tengerben. Üreges sziklák, sziklás tengerpartok alkotják a sziget partvidékét, miközben a sziget közepén található csak egy vékony sávnyi növénytakaró. Délebbre sziklás szigetek és sziklák találhatóak a tengerben, ideértve a Sundbloms Grund, a Söderklappen és az Österkläppen képződményeit. 
Sokféle vízimadár fészkelőhelye a sziget, ami miatt az ornitológusok gyakorta látogatnak ide. Ők többnyire a Lågskär-világítótoronyban szállnak meg ittlétük során. A világítótornyot 1920-ban építették, és forgó gázégős világítóberendezése az elsők között volt alkalmazva a világon. Számos vízi jármű süllyedt el a sziget partjainál, többek közt a Nassau-osztályú SMS Rheinland is, amely 1918. április 11-ének ködös napján sodródott a szikláknak. Számos kompjárat jár Lågskär közelében, beleértve a Stockholmot Tallinn-nal összekötő és a Marienhamnot Helsinkivel összekötő kompjáratokat is. A sziget területét 2000-ben Fontos Madárvédelmi Területté nyilvánították.

## Fordítás
- Ez a szócikk részben vagy egészben  a   Lågskär című angol Wikipédia-szócikk ezen változatának fordításán alapul.  Az eredeti cikk szerkesztőit annak laptörténete sorolja fel. Ez a jelzés csupán a megfogalmazás eredetét és a szerzői jogokat jelzi, nem szolgál a cikkben szereplő információk forrásmegjelöléseként.